# Estatuto de autonomía de Cataluña de 1979
El Estatuto de Autonomía de Cataluña de 1979,  (en catalán: Estatut d'Autonomia de Catalunya) también conocido como Estatuto de Sau (Estatut de Sau) por el lugar donde se elaboró el anteproyecto, fue la norma institucional por la que Cataluña accedió a su autogobierno constituyéndose en comunidad autónoma dentro de España y que estuvo vigente desde su promulgación el 18 de diciembre de 1979 (Ley Orgánica 4/1979) hasta la aprobación en 2006 de un nuevo estatuto. El Estatuto fue aprobado en referéndum del pueblo catalán el 25 de octubre de 1979.

## Antecedentes
En cuanto las Cortes surgidas de las primeras elecciones democráticas desde la Segunda República Española celebradas el 15 de junio de 1977, aprobaron la nueva Constitución de 1978, la Asamblea de Parlamentarios catalanes, integrada por todos los diputados y senadores elegidos por las cuatro circunscripciones catalanas, designó una ponencia de veinte de sus miembros para que redactaran el anteproyecto de Estatuto de Autonomía. Estos se reunieron en el parador de Sau y el 29 de diciembre de 1978 presentaron el anteproyecto al plenario que lo aprobó con un único voto en contra. El debate en las Cortes no se inició hasta después de las elecciones de marzo de 1979, en las que la Unión de Centro Democrático (UCD), del presidente Adolfo Suárez, ganó de nuevo en España y la izquierda en Cataluña. El recién fundado Partit dels Socialistes de Catalunya, a partir del PSC-Congrés y de la federación catalana del PSOE, consiguió 17 diputados; el PSUC 8 y Esquerra Republicana de Cataluña, que ya se pudo presentar con sus siglas, 1, aunque UCD pasó a ser la segunda fuerza política, con 12 diputados, por delante de los ocho de la nueva coalición Convergència i Unió, formada el año anterior por Convergència Democràtica de Catalunya de Jordi Pujol y la histórica Unió Democràtica de Catalunya.

## El Estatuto

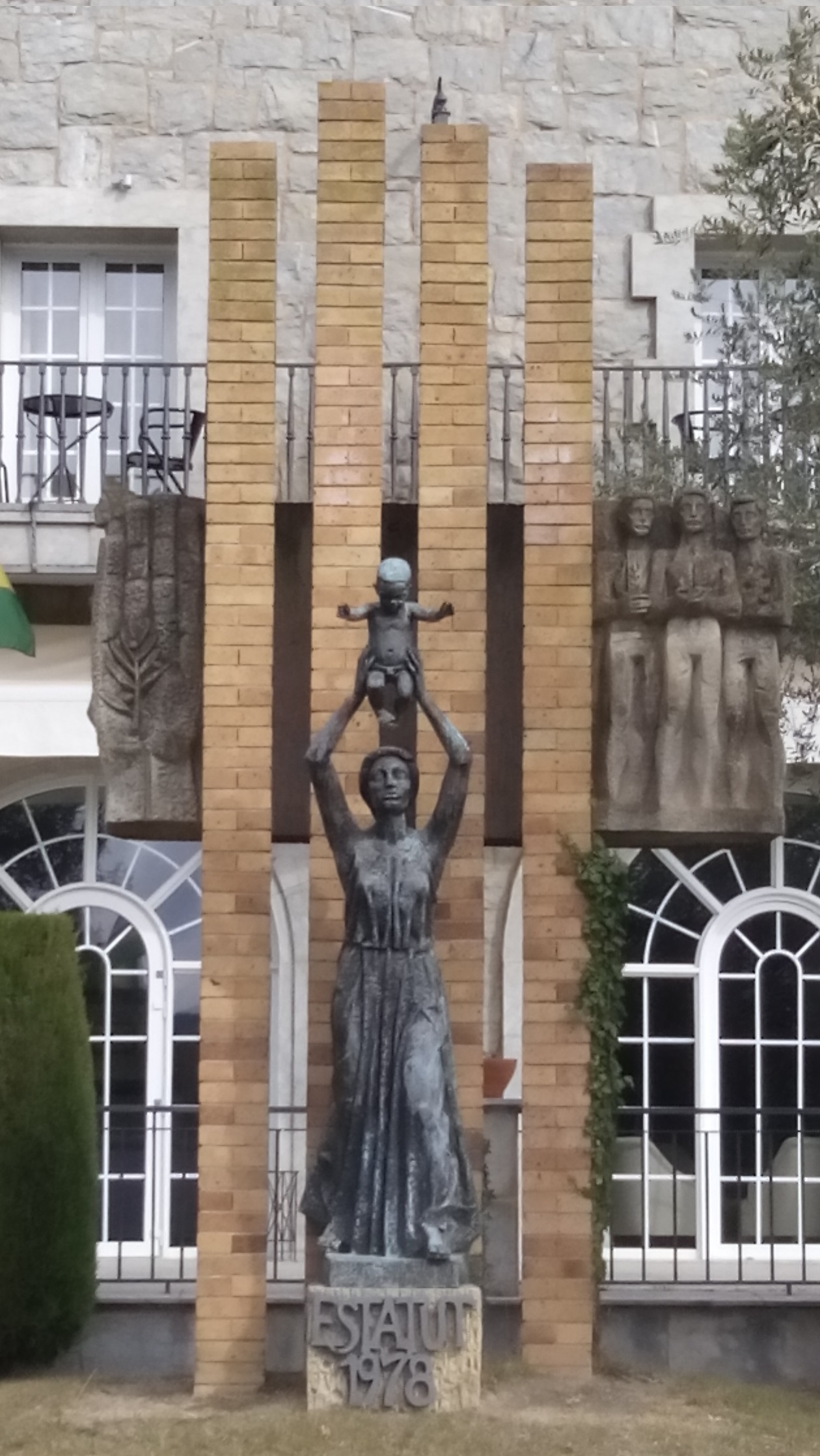
Estatua del homenaje al estatuto Calatán en el Parador de turisme de Vic-Sau

La negociación entre los representantes de la Asamblea de Parlamentarios y los del gobierno fue muy dura pues UCD presentó 59 enmiendas al proyecto de Sau. Finalmente los representantes catalanes tuvieron que aceptar buena parte de los «recortes» exigidos por el partido del gobierno y el 13 de agosto el proyecto fue aprobado por la Comisión Constitucional. El 25 de octubre el nuevo Estatuto de autonomía fue sometido a referéndum de los catalanes: fue apoyado por el 88,1% de los votantes, con el 7,8% de votos negativos, aunque la participación fue baja (59,6%) debido al «desgaste de imagen de la Generalitat provisional, vacía de competencias efectivas, agravado por el pronunciado protagonismo de su presidente, la erosión de la unidad política a causa de los enfrentamientos electorales, la acumulación de elecciones en un breve espacio de tiempo y el retraimiento de parte de los inmigrantes que veían el plebiscito como ajeno a sus intereses». El Estatuto fue finalmente aprobado por el pleno del Congreso el 19 de noviembre de 1979 y por el pleno del Senado el 12 de diciembre.
El Estatuto aprobado finalmente presentó notables diferencias respecto del proyecto presentado por la Asamblea de Parlamentarios. Las más importantes fueron: la cooficialidad del catalán y del castellano, cuando en el proyecto de Sau el catalán tenía la oficialidad exclusiva, lo que supuso aceptar que todos los ciudadanos de Cataluña tenían el derecho y el deber de conocer el castellano, pero no el catalán al que solo se le reconocía el derecho a conocerlo y a usarlo; la pervivencia de las cuatro provincias catalanas y sus correspondientes diputaciones, cuando en el proyecto de Sau habían sido suprimidas; el recorte de las competencias, especialmente en educación, que dejó de ser una competencia «exclusiva» de la Generalidad para pasar a ser solo «plena»; la rebaja de la participación de la Generalidad en los ingresos estatales; la eliminación del control exclusivo del orden público.

## Aplicación

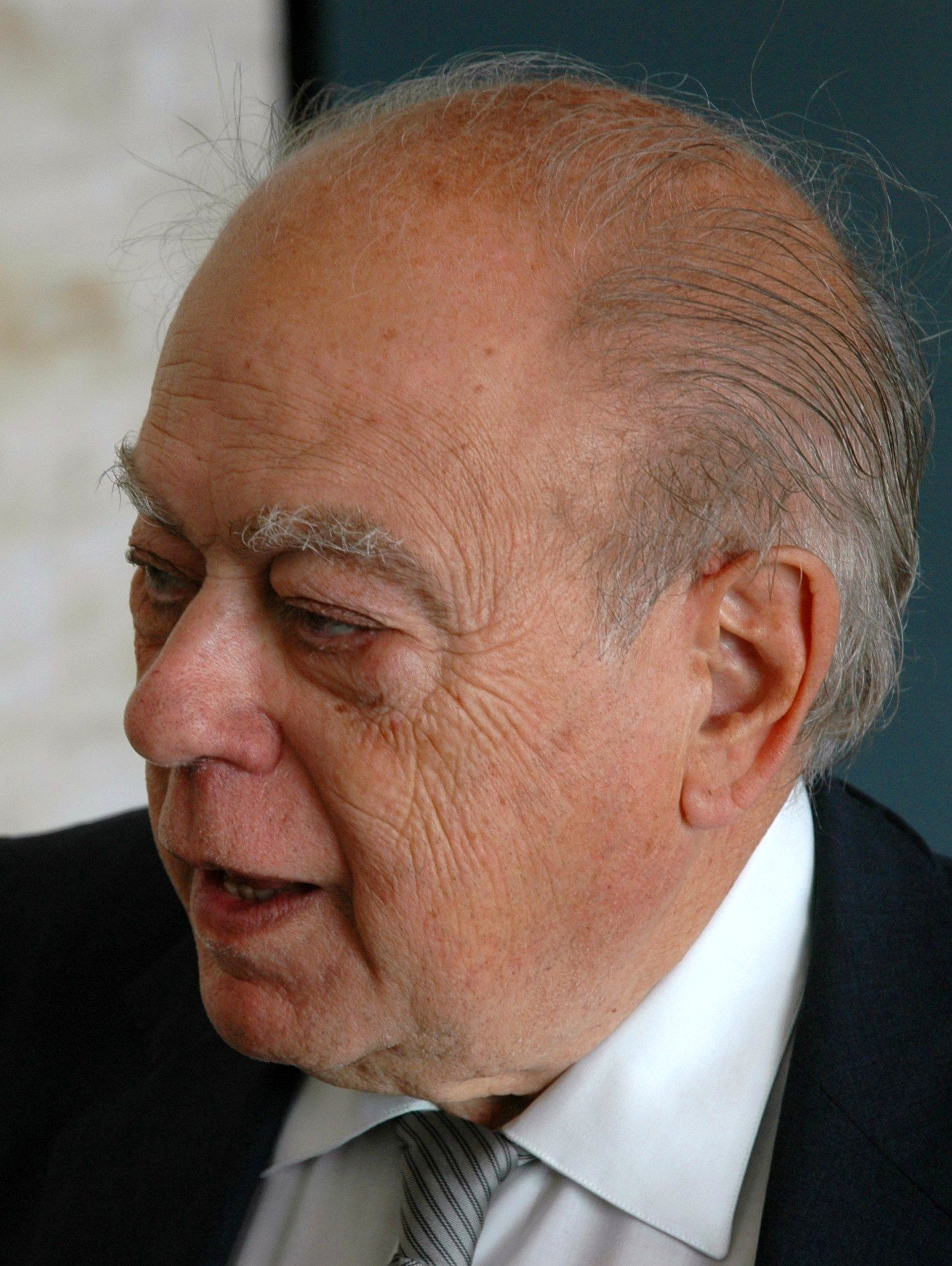
Jordi Pujol (2008), president de la Generalidad entre 1980 y 2003

El 20 de marzo de 1980 se celebraron las primeras elecciones al Parlamento de Cataluña. En ellas CiU fue la fuerza política más votada (43 diputados), seguida por el PSC-PSOE (33 escaños), que hasta entonces había ganado todas las elecciones celebradas en Cataluña. El líder de CiU Jordi Pujol ofreció al PSC formar un gobierno de coalición pero los socialistas catalanes rechazaron la oferta, por lo que Pujol formó un gobierno monocolor, y cedió a Heribert Barrera, líder de Esquerra Republicana de Cataluña (quinta fuerza con 14 escaños) la presidencia del Parlamento de Cataluña.

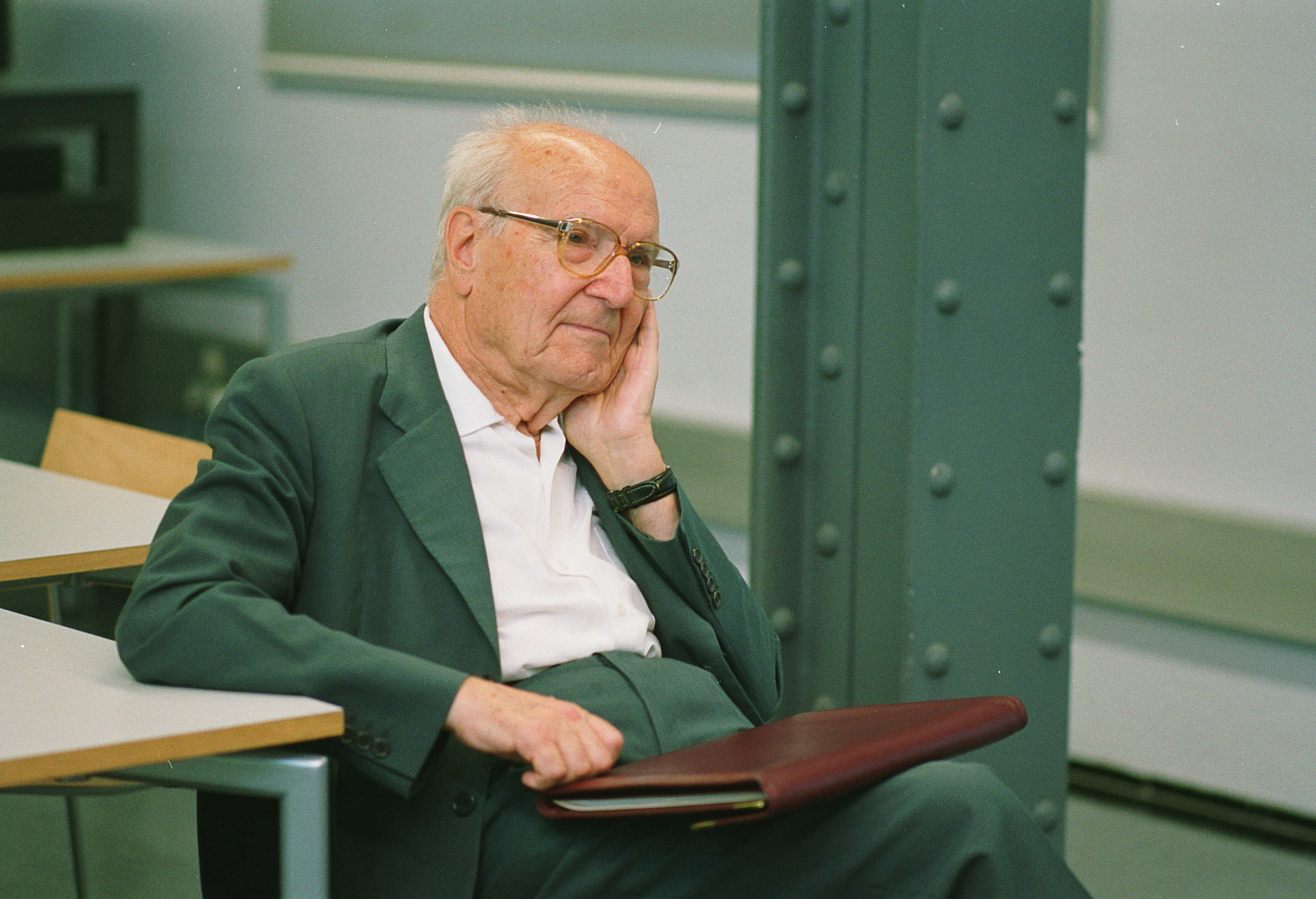
Heribert Barrera (en 2001), líder de Esquerra Republicana de Catalunya hasta 1988 y primer presidente del restaurado Parlamento de Cataluña.

Así, la construcción de la nueva administración autonómica fue obra de CiU, lo que llevó a buena parte del electorado a considerar a la coalición como la fuerza política garante de la autonomía de Cataluña. Como consecuencia, obtuvieron la mayoría absoluta en las elecciones de 1984 (pasó del 27,7% de los votos en 1980 al 46,6%), 1988 y 1992 y la mayoría relativa en las de 1995 y 1999, lo que supuso que Jordi Pujol presidiera la Generalidad durante veintitrés años consecutivos (de 1980 a 2003). En estas  elecciones al Parlamento de Cataluña el PSC quedó siempre en segundo lugar (en las de 1999 obtuvo mayor número de votos pero no de escaños), mientras que en las elecciones generales y municipales celebradas durante ese tiempo el PSC era la primera fuerza política gracias al voto de la inmigración. Por su parte el PSUC, tercera fuerza política en las elecciones de 1980, se hundió en las de 1984 (pasó del 18,7% al 5,6% de los votos) y solo se recuperó parcialmente a partir de 1988 cuando formó la coalición Iniciativa per Catalunya. El pacto con CiU perjudicó a Esquerra Republicana de Cataluña y solo a partir de su renovación ideológica y generacional de 1989 comenzó a ganar votos, especialmente cuando aglutinó al independentismo catalán (en sus estatutos aprobados en 1992 propugnaba «la unidad territorial y la independencia de la nación catalana mediante la construcción de un Estado propio en el marco europeo»). Por otro lado la herencia de UCD fue recogida por el Partido Popular, que se mantuvo siempre por debajo del 10% de los votos.

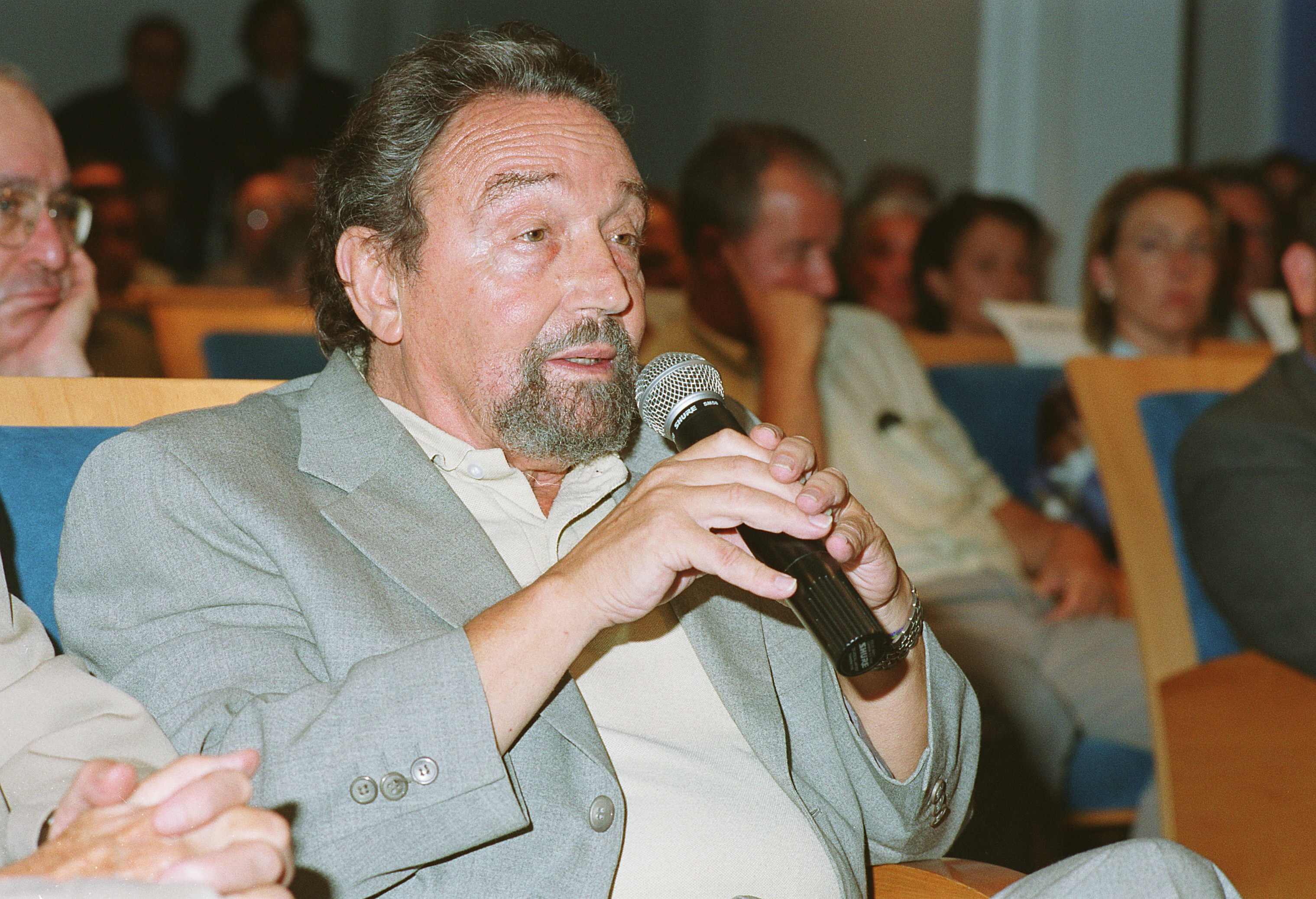
Antoni Gutiérrez (en 2001), sucesor de Gregorio López Raimundo al frente de la secretaría general del PSUC y promotor de Iniciativa per Catalunya.

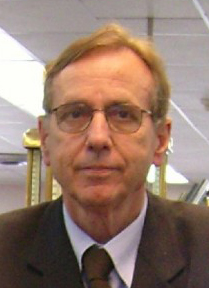
Raimon Obiols, sucesor de Joan Reventós al frente de la secretaría general del PSC, cargo que ocupó entre 1983 y 1996.

Entre las leyes más importantes aprobadas por el Parlamento catalán durante los años de gobierno de CiU se encuentran las dos relacionadas con la protección y extensión de la lengua catalana. La primera fue la Ley de Normalización Lingüística del 6 de abril de 1983, que contó con el apoyo unánime del Parlament. Fue precedida por la polémica suscitada por un manifiesto hecho público en marzo de 1981 titulado Por la igualdad de los derechos lingüísticos en Cataluña, también conocido como Manifiesto de los 2.300. En él se denunciaba la supuesta persecución del castellano por parte de la Generalidad, y fue respondido por el manifiesto Crida a la Solidaritat en Defensa de la Llengua, la Cultura i la Nació Catalanes, del que surgió la plataforma Crida a la Solidaritat que organizó la manifestación del 14 de marzo de 1982 en contra de la LOAPA bajo el lema Som una nació ('Somos una nación'). La segunda fue mucho más polémica. Se trató de la Ley de Política Lingüística del 7 de enero de 1998 que fue duramente contestada por el gobierno de José María Aznar y por los medios de comunicación afines con sede en Madrid, contrarios a la inmersión lingüística de los niños en las escuelas y que denunciaban la «persecución» del castellano en Cataluña. La respuesta fue la Declaración de Barcelona firmada conjuntamente por CiU, PNV y BNG en la que se defendían los «derechos nacionales» de Cataluña, País Vasco y Galicia.
Más polémica aún fue la proposición no de ley aprobada por el Parlamento de Cataluña con la oposición del Partit dels Socialistes de Catalunya y la ausencia del PP el 12 de diciembre de 1989, dos meses después de la caída del muro de Berlín, en la que se decía que la aceptación del «marco constitucional no implica la renuncia del pueblo catalán a la autodeterminación».